# Andrew Murphy
Andrew Raymond James Murphy (* 18. Dezember 1969 in Melbourne) ist ein ehemaliger australischer Leichtathlet, der sich auf den Dreisprung spezialisiert hat. 2001 gewann er die Bronzemedaille bei den Hallenweltmeisterschaften in Lissabon und feierte damit seinen größten sportlichen Erfolg. Auch sein Sohn Connor Murphy (* 2001) ist als Dreispringer aktiv.

## Sportliche Laufbahn
Erste internationale Erfahrungen sammelte Andrew Murphy vermutlich im Jahr 1988, als er bei den Juniorenweltmeisterschaften in Greater Sudbury mit einer Weite von 15,24 m den zehnten Platz belegte. 1990 belegte er bei den Commonwealth Games in Auckland mit 16,57 m den sechsten Platz und 1992 wurde er beim IAAF World Cup in Havanna mit 15,86 m Siebter. 1994 gelangte er bei den Commonwealth Games in Victoria mit 15,83 m auf Rang zehn und anschließend belegte er beim World Cup in London mit 15,86 m den achten Platz. Im Jahr darauf schied er bei den Weltmeisterschaften in Göteborg mit 16,37 m in der Qualifikationsrunde aus und 1996 verpasste er bei den Olympischen Sommerspielen in Atlanta mit 16,00 m den Finaleinzug. 1997 belegte er bei den Hallenweltmeisterschaften in Paris mit 16,96 m den fünften Platz und im Jahr darauf wurde er beim World Cup in Johannesburg mit 16,89 m Sechster. 1999 gelangte er bei den Weltmeisterschaften in Sevilla mit 17,32 m im Finale auf Rang vier und im Jahr darauf wurde er bei den Olympischen Sommerspielen in Sydney mit 16,80 m im Finale Zehnter. 2001 gewann er bei den Hallenweltmeisterschaften in Lissabon mit 17,20 m die Bronzemedaille hinter dem Italiener Paolo Camossi und Jonathan Edwards aus dem Vereinigten Königreich. Im August schied er bei den Weltmeisterschaften im kanadischen Edmonton mit 16,46 m in der Qualifikationsrunde aus, ehe er bei den Goodwill Games in Brisbane mit 16,53 m auf Rang vier gelangte. Im Jahr darauf belegte er bei den Commonwealth Games in Manchester mit 16,37 m den vierten Platz und 2004 verpasste er bei den Hallenweltmeisterschaften in Budapest mit 16,67 m den Finaleinzug. Im August nahm er zum dritten Mal an den Olympischen Sommerspielen in Athen teil und schied dort mit 16,82 m in der Vorrunde aus. 2006 wurde er bei den Commonwealth Games in Melbourne mit 16,70 m Vierter und in den folgenden Jahren bestritt er nur noch vereinzelt Wettkämpfe.
In den Jahren 1990 sowie von 1994 bis 1997, 1999 und von 2001 bis 2004 und 2006 wurde Murphy australischer Meister im Dreisprung.